# マルセル・シャンピ
マルセル・ポール・マクシミン・シャンピ（Marcel Paul Maximin Ciampi, 1891年5月29日 - 1980年9月2日）は、フランス出身のピアニスト。

## 生涯
パリの音楽家の家系に生まれ、父母と妹は歌手であり、母の兄にあたるテオドール・リッターはリスト門下のピアニストであった。
幼少時から、叔父のリッターの弟子からピアノの手ほどきを受け、ジョルジュ・マティアスにも師事。
1904年からはジョルジュ・ファルケンベルクの指導を受け、翌年からパリ音楽院でルイ・ディエメの門下生となった。一方で、アントン・ルビンシテイン門下のマリー・ペレス・ドゥ・ブランビラの薫陶も受けた。1909年にプルミエ・プリを受けてパリ音楽院を卒業した。
以後ピアニストとして活躍し、ジェラール・エッキャン、ジョルジュ・エネスコ、ジャック・ティボー、パブロ・カザルスらと共演を重ねて声望を高めた。
1920年には、イヴォンヌ・アストリュクと結婚している。
1941年には母校の教授に就任し、1961年まで務めた。
1963年からは、ユーディ・メニューイン音楽学校で教鞭を執った。
著名な門弟としてヘプシバ・メニューイン、イヴォンヌ・ロリオ、セシル・ウーセ、ジャン＝マルク・ルイサダ等がいる。1980年、パリにて死去。